# パブリッシングリンク
株式会社パブリッシングリンクは、東京都新宿区に本社を置く日本の電子書籍出版社。
2003年11月に、ソニー（41.03％）、講談社（15.38％）、新潮社（15.38％）、大日本印刷（10.26％）、凸版印刷（10.26％）、筑摩書房、ノヴァ、読売新聞グループ本社、朝日新聞出版、岩波書店、角川書店、光文社、東京創元社、文藝春秋、ソニー・マガジンズの出資により設立された。        

## 電子書籍出版事業

### パブリッシングリンク
- らぶドロップス - 恋愛小説レーベル
- ルキア - ファンタジー小説レーベル
- エールブランシュ - ボーイズラブ小説レーベル
- フローライト - ライトノベルレーベル

### PsycheLoss
パブリッシングリンクの出版者名
- PsycheLoss - コミックレーベル
- Precious Love - TLコミックレーベル
- ぷしゅえろす - 青年コミックレーベル

## 電子書籍ストア事業
- よみーな[4]
- HONYAAAH![4]
- BOOKネクスト[4]
- ヨムゾー[4]
- こみぽん！[4]

サービス終了
- 「Timebook Town」（たいむぶっくたうん）[5]